# Iosif Tarția
Iosif Tarția (n. 4 februarie 1819, Pintic – d. 9 mai 1866, Blaj) a fost un teolog român unit, profesor de dogmatică la Blaj.
A fost descendentul unei familii originare din Săcălășeni (Maramureș). Familia lui Iosif Tarția a dat în secolul al XVI-lea numeroși bărbați cu demnități importante, mai târziu o dată cu trecerea la calvinism, familia a sărăcit, ajungând să trăiască o viață modestă în Pintic. După unirea cu Biserica Romei familiei Tarția i s-au deschis noi posibilități de emancipare.
Iosif Tarția a urmat cursurile școlare la Dej, Târgu Mureș și Blaj, terminând studiile superioare în teologie și filozofie. La numai 22 de ani, după absolvire, în urma meritelor școlare a fost numit institutor la Gimnaziul din Blaj. În Blaj și-a desfășurat activitatea didactică până la moartea sa, profesând teologia dogmatică și la Seminarul din localitate. A lăsat posterității un curs inedit de teologie dogmatică. Deși era mai degrabă un om retras, a luat parte activă la mișcările eclesiastice și politice din anul 1850 din Transilvania. Pare sigur că la moartea sa a lăsat o sumă de bani pentru un fond de ajutorare a studenților săraci (cu prioritate pentru rudele din neamul său), acest fapt fiind menționat în anul 1917, în gazeta bisericească-politică Unirea din Blaj.
A murit în urma unei afecțiuni hepatice.